# موش مارگارتای برازنده
موش مارگارتای برازنده (نام علمی: Margaretamys elegans) یک گونه از جوندگان خانوادهٔ Muridae است. این گونه بومی جزیره سولاوسی در اندونزی است.